# Epiderme (botânica)

Corte transversal do caule de uma planta de linho:
1. Medula,
2. Protoxilema,
3. Xilema I,
4. Floema I,
5. Esclerênquima
6. Córtex,
7. Epiderme

As plantas, assim como os animais, possuem um tecido de revestimento chamado epiderme. Esse tecido é a camada mais externa das células áreas da planta, que estão envolvidas na fotossíntese diretamente. Esse tecido geralmente forma apenas uma camada de células em torno da planta, entretanto, algumas vezes pode ser encontrada uma epiderme múltipla. Pode apresentar, ainda, algumas células abaixo da epiderme que não possuem sua origem a partir da protoderme. Neste caso, temos a hipoderme. Sendo assim, a epiderme múltipla e a hipoderme se diferenciam em face de sua origem.
Quando a epiderme estiver recoberta por uma cutícula, a qual possui cera, tendo assim a função de reduzir a perda de água.

## Origem e características
As células da epiderme vegetal, que se originam a partir da protoderme, geralmente não possuem clorofila e são vivas, achatadas, com grandes vacúolos e bastante justapostas, ou seja, bastante próximas uma das outras. A epiderme, em grande parte dos casos, é formada por apenas uma camada de células, mas existem algumas espécies que possuem mais de uma camada desse tecido. Nesses casos, dizemos que se trata de uma epiderme pluriestratificada. A epiderme da raiz da planta encontramos células justapostas e alongadas, com paredes finas, as quais necessitam de cutícula, para evitar a perda de água e sais minerais; em raízes jovens a epiderme possui especialização em absorvem água; em boa parte a das raízes lenhosas a epiderme é substituída pela periderme.
A epiderme presente em caules costuma possuir um número menor de estômatos do que a epiderme das folhas. 
Nós caules e nos coleóptilos, a epiderme está sobre tensão, é o tecido responsável pelo alongamento de todo o órgão. A epiderme é onde ocorre a percepção de luz envolvida no movimento circadiano das folhas e indução fotoperiódica. 
A parede externa das células epidérmicas geralmente possui várias camadas secundárias. A superfície externa dessa parede é revestida pela cutícula, que se forma nos estágios iniciais de desenvolvimento dos órgãos e é constituída primordialmente de cutina. A cutícula, sendo hidrófoba, protege contra a perda excessiva de água por transpiração. Freqüentemente, existe cera associada à cutina, o que potencializa o efeito de proteção. Algumas plantas apresentam carbonato de cálcio ou sílica nas camadas externas da parede celular epidérmica.
A parede celular abaixo da cutícula também pode conter cutina. Entre as camadas de cutina e a parede celulósica existe uma camada delgada de protopectina.
O citoplasma, em geral, contém um grande vacúolo central que ocupa quase todo o volume celular. Tal vacúolo pode conter pigmentos como, por exemplo, as antocianinas das pétalas florais ou de diversos outros órgãos. Em muitas plantas, ao invés de um único vacúolo grande, observam-se inúmeros vacúolos menores.

### Funções
A epiderme possui como função principal o revestimento, impedindo a ação de agentes patogênicos, diminuindo a injúria por choques mecânicos e evitando a perda de água. Além disso, relaciona-se também com as trocas gasosas, em razão da presença de estômatos, proteção contra herbivoria e perda de água em decorrência da presença de tricomas.
Funções secundárias da epiderme são a secreção de substâncias e, em muitas Angiospermas, o auxílio na reprodução. Neste caso, a epiderme do estigma, através de um elaborado sistema de interações, aceita o pólen estranho e rejeita o pólen proveniente do próprio indivíduo, assegurando, assim, a polinização cruzada.

#### Tipos celulares encontrados na epiderme
A epiderme é um tecido complexo, apresentando vários tipos celulares diferentes, como os estômatos e tricomas. Os estômatos são estruturas formadas por duas células-guardas que delimitam uma abertura denominada ostíolo. Além disso, podem estar presentes células associadas às célula-guarda que recebem o nome de células subsidiárias. Essas estruturas relacionam-se com trocas gasosas e, portanto, estão diretamente ligadas ao processo de fotossíntese. Os estômatos podem estar dispostos em maneiras diferentes de acordo com o meio onde a planta vive. Em plantas hidrófitas as folhas podem não apresentar estômatos, ou estômatos apenas na superfície superior. Em plantas xerófitas geralmente possui mais estomatos, podendo estar em depressão (as quais podem apresentar ainda tricomas ou pêlos epidérmicos) e na superfície inferior da folha.

Além dos estômatos, é comum encontramos na epiderme a presença de tricomas. Essas estruturas variam muito de planta para planta, podendo ser usadas até mesmo como uma característica taxonômica. Os tricomas podem ser compostos por uma ou mais células e são responsáveis pela produção (tricomas glandulares) ou não (tricomas tectores) de substâncias. Os tricomas ou pêlos das folhas, aumenta a refletância da radiação solar. 
Os tricomas glandulares produzem substâncias variadas que atuam inibindo a ação de herbívoros ou ajudam a capturar as presas, como é o caso das plantas carnívoras. Os tricomas tectores, por sua vez, apesar de não produzirem substâncias, também atuam contra a herbivoria e na captura de insetos em algumas plantas, além de ajudarem contra a perda excessiva de água. Existe ainda um tipo especial de tricoma, os pelos radiculares ou tricomas radiculares, que atua na absorção de água e nutrientes pela raiz.